# سيريل غراي
سيريل غراي (26 أبريل 1895 - 20 فبراير 1969) (بالإنجليزية: Cyril Gray)‏ هو لاعب كريكت بريطاني (وحمل سابقاً جنسية المملكة المتحدة لبريطانيا العظمى وأيرلندا).